# Liste des divinités arabes préislamiques
 (mai 2024).
La mise en forme du texte ne suit pas les recommandations de Wikipédia : il faut le « wikifier ».
Les points d'amélioration suivants sont les cas les plus fréquents. Le détail des points à revoir est peut-être précisé sur la page de discussion.
- Les titres sont pré-formatés par le logiciel. Ils ne sont ni en capitales, ni en gras.
- Le texte ne doit pas être écrit en capitales (les noms de famille non plus), ni en gras, ni en italique, ni en « petit »…
- Le gras n'est utilisé que pour surligner le titre de l'article dans l'introduction, une seule fois.
- L'italique est rarement utilisé : mots en langue étrangère, titres d'œuvres, noms de bateaux, etc.
- Les citations ne sont pas en italique mais en corps de texte normal. Elles sont entourées par des guillemets français : « et ».
- Les listes à puces sont à éviter, des paragraphes rédigés étant largement préférés. Les tableaux sont à réserver à la présentation de données structurées (résultats, etc.).
- Les appels de note de bas de page (petits chiffres en exposant, introduits par l'outil «  Source ») sont à placer entre la fin de phrase et le point final[comme ça].
- Les liens internes (vers d'autres articles de Wikipédia) sont à choisir avec parcimonie. Créez des liens vers des articles approfondissant le sujet. Les termes génériques sans rapport avec le sujet sont à éviter, ainsi que les répétitions de liens vers un même terme.
- Les liens externes sont à placer uniquement dans une section « Liens externes », à la fin de l'article. Ces liens sont à choisir avec parcimonie suivant les règles définies. Si un lien sert de source à l'article, son insertion dans le texte est à faire par les notes de bas de page.
- La présentation des références doit suivre les conventions bibliographiques. Il est recommandé d'utiliser les modèles {{Ouvrage}}, {{Chapitre}}, {{Article}}, {{Lien web}} et/ou {{Bibliographie}}. Le mode d'édition visuel peut mettre en forme automatiquement les références.
- Insérer une infobox (cadre d'informations à droite) n'est pas obligatoire pour parachever la mise en page.

Pour une aide détaillée, merci de consulter Aide:Wikification.
Si vous pensez que ces points ont été résolus, vous pouvez retirer ce bandeau et améliorer la mise en forme d'un autre article.
Les divinités faisaient partie des croyances religieuses polythéistes de l'Arabie préislamique, de nombreux noms de divinités étant par ailleurs connus. Jusqu’aux environs du quatrième siècle, le polythéisme était la forme de religion dominante en Arabie. Les divinités pouvaient représenter les forces de la nature, de l’amour, de la mort, etc., et étaient l'objet de rituels variés.
Les panthéons formels sont plus visibles au niveau des royaumes, de tailles variables, allant de simples cités-États à des ensembles de tribus. La Ka'aba à elle seule aurait contenu jusqu'à 100 images de nombreux dieux et déesses. Les tribus, les villes, les clans, les lignées et les familles avaient aussi leurs propres cultes. Christian Julien Robin suggère que cette structure du monde divin reflétait la société de l'époque.
De nombreuses divinités n'avaient pas de noms propres. Elles étaient notamment désignées par des titres indiquant une qualité, un lien de parenté ou un lieu précédés de « celui qui » ou « celle qui » (dhū ou dhāt).

## Panthéons et regroupements
| Panthéon | Divinités |
| --- | --- |
| Panthéon nord-arabe (« Ma'addite »/« Maddeni ») (y compris les Nabatéens, les Palmyréens et les Qédarites)                                            | Abgal, Abirillu, A'im, Allat, 'Ammi'anas, A'ra, Arsu, Asira, Atarsamain, Atarquruma, Bajir, Dai, Dhat-Anwat, Dushara, Fils, Gad, Hubal, Isaf et Na'ila, Al -Kutbay, Manaf, Manat, Nuha, Nukhay, Al-Qaum, Quzah, Ruda (divinité) (anciennement connue sous le nom de Ruldaiu), Sa'd, Suwa', Theandrios, Al-Uqaysir, Al-Uzza |
| Panthéon sud-arabe (« Yéménite »/« Himyarite [Himyarite]) (y compris les Sabéens, les Himyarites, les Minéens, les Qatabaniens et le peuple Hadhrami) | A'im, Almaqah, 'Amm, Anbay, Athirat, Athtar (à la fois sous sa forme générale et sous la forme d'Athtar Shariqan), Balaw, Basamum, Dhat-Badan, Dhat-Himyam, Dhat-Sanat, Dhat-Zahran, Dhul Khalasa, Gad, Haubas, Haukim, Hawl, Nasr, Nikrah, Qaynan, Shams, Syn, Ta'lab, Wadd, Yaghūth, Yatha, Ya'uq                        |

## Liste alphabétique
| Nom             | Description | Attestations     | Attestations        |  |
| Nom             | Description | Ère préislamique | Tradition islamique |  |
| --------------- | --- | ---------------- | ------------------- |  |
| 'Amm            | 'Amm fut le dieu de la lune de Qataban. Ces attributs incluent des illuiminés0 bolts. Amm est servi par le dieu juge Anbay and une parèdre appelée Athirat en tant que consort. Les Qatabaniens sont aussi connus comme étant les Banu Amm, ou "fils de Amm". | Attesté          |                     |  |
| 'Ammi'anas      | 'Ammi'anas fut un dieu vénéré par les Khawlan. Selon le Livre des Idoles, les Khawlan offraient une partie de leurs biens d'élevage et des produits de la terre et en donnaient une partie à 'Ammi'anas et l'autre à Dieu. Bien qu'aucune preuve épigraphique de ce dieu ne soit connue, l'existence d'Ammi'anas ne peut être exclue car son nom est présent dans le nom personnel d'un chef Khawlanite |                  | Attesté             |  |
| 'Athtar         | 'Athtar fut le dieu associé à la planète Vénus et était le dieu le plus répandu dans les cultures sud-arabes. C'est un dieu des orages et de l'irrigation naturelle. Comme Athtar était considéré comme éloigné, le culte était généralement dirigé vers la divinité protectrice d'un royaume/d'une culture. Dans la ville de Dūmat - anciennement Adumatu - qui avait son écriture traditionnelle appelle Démotique - l'on a trouvé une inscription qui invoque la triade d'idoles Ruda-w, Attar-samé et Nuha-yl | Attesté          |                     |  |
| A'im            | A'im fut un dieu adoré par les Azd d'al-Sarah. |                  | Attesté             |  |
| A'ra            | A'ra, connu en grec sous le nom d'Aarras, est un dieu tutélaire de l'Arabie du Nord connu grâce à des inscriptions à Bosra. Le nom implique un lieu saint ou un autel, mais sa racine arabe signifie aussi « teindre ». Il est sous-entendu que de nombreux sacrifices (pouvant inclure des enfants) ont été offerts à l'image du culte, la tachant de sang. Égal au Nabatéen Dushara qui était également vénéré sous le nom de Dushara-A'ra. | Attesté          |                     |  |
| Abgal           | Abgal fut un dieu tutélaire vénéré par les nomades, notamment les bédouins, et un dieu tutélaire des Arabes de la région de Palmyre. Son nom se trouve dans des inscriptions datant de l'époque de l'Empire palmyréen, mais aucune à Palmyre même. | Attesté          |                     |  |
| Abirillu        | Abirillu fut un dieu mentionné dans une inscription assyrienne. | Attesté          |                     |  |
| Al-lat          | Al-lat (arabe : اللات, romanisé : al-Lāt, prononcé [alːaːt]), également orthographié Al-lat, Allatu et Alilat, est une déesse arabe préislamique, autrefois vénérée sous diverses associations dans toute la péninsule arabique, y compris La Mecque, où elle était vénérée aux côtés d'Al-Uzza et Manat considérée pour certains (cela est non attesté) comme l'une des filles d'Al-lah. Le mot Al-lat ou Elat a été utilisé pour désigner diverses déesses de l'ancien Proche-Orient, notamment la déesse Asherah-Athirat. «primitivement, c'était une pierre blanche et carrée de Tâ'if » Fahd, op. cit., p. Ill. | Attesté          | Attesté             |  |
| Almaqah         | Almaqah fut le dieu principal des Sabéens et un dieu de l'irrigation artificielle. Associé à la tête de taureau et aux vignes, il était considéré comme l'ancêtre des Sabéens, et son culte s'est étendu aux royaumes éthiopiens de Dʿmt et au royaume d'Axoum. | Attesté          |                     |  |
| Anbay           | Anbay fut un dieu vénéré à Qataban, aux côtés de Hawkim, comme dieux du « commandement et de la décision ». Il était considéré comme une divinité de justice et un oracle, au service de la divinité lunaire Amm. Le nom d'Anbay a été invoqué dans toute une série de questions juridiques, depuis le dépôt de documents pour le titre légal d'un bâtiment jusqu'à la réglementation royale de l'approvisionnement en eau. Son nom est lié au nom du dieu babylonien Nabu. | Attesté          |                     |  |
| Aranyada'       | | Attesté          |                     |  |
| Arsu            | Arsu fut un dieu du nord de l'Arabie vénéré à Palmyre. Il personnifie l'étoile du soir, tandis que l'étoile du matin est personnifiée par Azizos, et il est associé aux chevaux et aux chameaux. Il est assimilé à Ruda, qui était vénéré ailleurs dans le nord de l'Arabie. | Attesté          |                     |  |
| Ashar           | Ashar fut l'un des dieux nomades des Arabes pendant la période de l'Empire palmyréen, avec Azizos, Ma'n, Abgal, Sha'd et Mun'im. | Attesté          |                     |  |
| Asira           | Asira fut nommée dans une inscription répertoriant les divinités de Tayma. | Attesté          |                     |  |
| Atarquruma      | Atarquruma fut un dieu vénéré par les Qédarites mentionné dans une inscription assyrienne. Il est probablement originaire d'une forme d'Athtar, qui à Saba était associé à Kurum, considéré comme une hypostase ou une épouse d'Athtar. | Attesté          |                     |  |
| Atarsamain      | Atarsamain fut une divinité de genre incertain, vénérée parmi les Qedarites et associée à Vénus. Il était particulièrement vénéré par la tribu Isamme. | Attesté          |                     |  |
| Athirat         | Athirat fut une déesse vénérée à Qataban comme l'épouse de 'Amm. Apparenté au sémitique occidental Athirat/Asherah qui a généralement El comme épouse. | Attesté          |                     |  |
| Athtar Shariqan | Athtar Shariqan fut une forme d'Athtar qui était invoquée comme vengeur contre les ennemis. Le mot « Shariqan » signifie « Celui de l’Est ». Le culte de ce dieu s'est étendu au royaume d'Arabie centrale de Kindah, où son nom apparaît dans Qaryat al-Fawt. | Attesté          |                     |  |
| Bajir           | Bajir fut un dieu mineur des 'Azd. |                  | Attesté             |  |
| Balaw           | Balaw fut un dieu vénéré dans le royaume d'Awsan aux côtés de Wadd. | Attesté          |                     |  |
| Basamum         | Basamum fut un dieu vénéré en Arabie du Sud dont le nom peut être dérivé de l'Arabe basam, ou baume, une plante médicinale, indiquant qu'il peut être associé à la guérison ou à la santé. Un texte ancien raconte comment Basamum guérit deux chèvres/bouquetins sauvages. | Attesté          |                     |  |
| Dai             | Dai fut nommé dans une inscription assyrienne. | Attesté          |                     |  |
| Datin           | Datin fut un dieu principalement connu grâce à des inscriptions en Arabie du Nord, mais sa fonction est inconnue. | Attesté          |                     |  |
| Dhat-Anwat      | Dhat-Anwat fut une divinité de l'arbre vénérée par les Quraysh. L'arbre se tenait entre La Mecque et Yathrib, et les fidèles y suspendent leurs armes. |                  | Attesté             |  |
| Dhat-Badan      | Dhat-Badan fut une déesse d'oasis, vénérée dans des bassins entourés d'arbres. | Attesté          |                     |  |
| Dhat-Sanat      | Dhat-Sanat fut une déesse qatabanienne qui faisait partie de leur panthéon officiel. | Attesté          |                     |  |
| Dhat-Zahran     | Dhat-Zahran fut une déesse qatabanienne qui faisait partie de leur panthéon officiel. | Attesté          |                     |  |
| Dhirrih         | Idole des régions de culture sudarabique. Cette idole est inconnue des textes épigraphiques découverts. |                  | Attesté             |  |
| Dhu-Ghabat      | Dhu-Ghabat fut le dieu principal des Lihyanites, qui se tournaient rarement vers les autres pour leurs besoins. Son nom signifie « celui du fourré ». | Attesté          |                     |  |
| Dhu al-Kaffayn  | Dhu al-Kaffayn fut, selon le "Livre des Idoles", un dieu vénéré par les Daws, plus précisément par le banu-Munhib ibn-Daws. Son nom signifie « celui aux deux paumes ». |                  | Attesté             |  |
| Dhul Khalasa    | Dhul Khalasa fut un dieu vénéré par les tribus Bajila et Khath'am, et aurait été vénéré comme un « dieu de la rédemption ». Son temple est devenu connu sous le nom de Ka'aba du Yémen |                  | Attesté             |  |
| Dhu-Samawi      | Dhu-Samawi, littéralement « le céleste », est un dieu probablement originaire du nord de l'Arabie, mais qui a également trouvé un culte dans le sud de l'Arabie. Les Bédouins offraient des statuettes votives de chameaux, pour assurer le bien-être de leurs troupeaux. La tribu Amir adorait également ce dieu et, dans les inscriptions, Dhu-Samawi était considéré comme le « dieu d'Amir ». | Attesté          |                     |  |
| Dushara         | Dhu al-Shara/Dushara fut un dieu de la montagne vénéré principalement par les Nabatéens comme leur dieu principal, ainsi que par le clan Banū al-Hārith ibn-Yashkur ibn-Mubashshir de l'Azd. Probablement originaire d’un aspect de Ruda, il est associé au Soleil et à la planète Mercure. | Attesté          | Attesté             |  |
| Fils            | Fils est fut dieu qui, selon le Livre des Idoles, est associé aux animaux, et que les animaux errant sur le territoire de son image de culte deviendraient une propriété du dieu. Principalement vénéré par la tribu Tayy, son image de culte et son sanctuaire seraient situés sur le Jabal Aja. |                  | Attesté             |  |
| Halfan          | Halfan fut un dieu qui, selon Edouard. Dhorme, est associé au serment. | Attesté          |                     |  |
| Gad             | Gad fut un dieu pan-sémitique de la fortune également attesté en Arabie. | Attesté          |                     |  |
| Ghayyan         | Ghayyan fut un dieu vénéré par les Banu Umayya de la tribu Aws. Puisque le nom de Ghayyan peut être retracé dans la généalogie traditionnelle des Umayya, il est possible que Ghayyan soit un ancêtre déifié. |                  | Attesté             |  |
| Al-Harish       | Al-Harish fut un dieu vénéré par les Banu 'Abd al-Ashhal de la tribu Aws. Puisque le nom d'al-Harish peut être retracé dans la généalogie traditionnelle des 'Abd al-Ashhal, il est possible qu'al-Harish soit un ancêtre déifié. |                  | Attesté             |  |
| Haubas          | Haubas fut une divinité oraculaire des Sabéens. Le sexe de la divinité varie d'une région à l'autre ; dans les endroits où la divinité est une femme, elle est considérée comme l'épouse d'Athtar. | Attesté          |                     |  |
| Haukim          | Haukim fut un dieu du droit et de la justice, vénéré aux côtés d'Anbay comme dieux du « commandement et de la décision ». Son nom est dérivé de la racine « être sage ». | Attesté          |                     |  |
| Hawl            | Hawl fut probablement un dieu de la lune car son nom faisait allusion au cycle lunaire. Il était vénéré à Hadramawt. | Attesté          |                     |  |
| Hilal           | Hilal fut un dieu de la nouvelle lune, plus particulièrement du croissant de lune utilisé avec le dieu Sîn de la lune |                  |                     |  |
| Hubal           | Hubal fut un dieu associé à la divination. Son image de culte se trouvait dans la Ka'aba et ses rituels consistaient à lancer des flèches de divination devant l'image, en cas de virginité, de décès et de mariage. Il est vénéré par de nombreuses tribus, dont les Quraysh, qui contrôlaient l'accès à l'image. Le nom de Hubal apparaît également dans une inscription Nabatéenne à Mada'in Saleh (Hegra), avec Dushara et Manat. | Attesté          | Attesté             |  |
| 'sy             | Divinité invoquée par la tribu de Wahb'el compatible avec le Issa coranique qui se prononce 'ise en Ancien Arabe du Hijjaz et isa en Arabe littéraire classique | Attesté          |                     |  |
| Isaf and Na'ila | Isaf et Na'ila fut une paire de divinités, un dieu et une déesse, dont le culte était centré près du puits de Zamzam. La tradition islamique a donné une histoire d’origine à leurs images cultes ; un couple qui a été pétrifié par Allah alors qu'ils forniquaient à l'intérieur de la Ka'aba. |                  | Attesté             |  |
| Al-Jalsad       | Al-Jalsad, aussi désignée al-Ghalsad est un dieu vénéré par les Kindah de Hadhramaout. Cette idole est inconnue des textes épigraphiques découverts. |                  | Attesté             |  |
| Jihar           | Jihar fut un dieu vénéré par les Banu Hawazin. Son image se trouvait dans 'Ukaz. Jihar est invoqué dans une talbiyah pour la longévité. |                  | Attesté             |  |
| Kahl            | Kahl fut le dieu patron du royaume Kindah dont la capitale était Qaryat al-Faw. La ville s'appelait Dhat Kahl en son honneur. Son nom apparaît sous la forme de nombreuses inscriptions et gravures rupestres sur les pentes du Tuwayq, sur les murs du souk du village, dans les maisons d'habitation et sur les brûle-encens. | Attesté          |                     |  |
| Ku'ayb          | Idole des régions de culture sudarabique. Cette idole est inconnue des textes épigraphiques découverts. |                  | Attesté             |  |
| Al-Kutbay       | Al-Kutbay fut un dieu de l'écriture vénéré par les Nabatéens | Attesté          |                     |  |
| Al-lat/Lat      | Al-lat fut une déesse associée à la fertilité et à la guerre. Son culte s'est répandu dans toute la péninsule arabique et jusqu'à Palmyre. Elle était assimilée à Athéna, la déesse grecque de la guerre. Dans la région du Hedjaz, elle était particulièrement vénérée par les Banu Thaqif de Ta'if, et elle était également vénérée par les Nabatéens d'Arabie du Nord. Il existe également des preuves de son culte en Arabie du Sud et à Qedar, son nom étant Attesté dans les inscriptions. Dans la tradition islamique, son culte a pris fin avec la destruction de son sanctuaire à Ta'if. | Attesté          | Attesté             |  |
| Ma'n            | Ma'n fut l'un des dieux nomades des Arabes de Palmyre, associé à Sha'd. La fête de Ma'n à Palmyre était célébrée le 16 août, au cours de laquelle des repas de bœuf étaient régalés. Le nom Ma'n était également Attesté dans les noms Nabatéens, ainsi que les noms des membres de la famille royale d'Édesse. | Attesté          |                     |  |
| Malik           | Malik est un dieu attesté dans les inscriptions du nord de l'Arabie. Son nom signifie « roi ». L'origine étymoligique vient de l'akkadien malikû qui signifie également « roi ». | Attesté          |                     |  |
| Manaf           | Manaf fut un dieu, décrit par l'érudit musulman At-Tabari comme « l'une des plus grandes divinités de La Mecque », bien que peu d'informations soient disponibles à son sujet. Il est attesté dans le Hauran sous le nom de Zeus Manaphos, assimilé à Zeus. On dit que les femmes gardaient son image à l’écart pendant leurs règles. Certains chercheurs suggèrent que Manaf pourrait être un dieu solaire. | Attesté          | Attesté             |  |
| Manāt           | Manāt, aussi prononcée Manoh, fut la déesse du sort, du destin et de la mort. Dans les inscriptions nabatéennes et latines, elle était également connue sous le nom de Manawat. C'est une ancienne déesse, antérieure à la fois à Al-Lāt et à Al-'Uzzá. Elle fut associée à Dushara et Hubal et était assimilée à la déesse grecque Nemesis. Elle est devenue la déesse principale des Banu Aws et des Banu Khazraj, les deux tribus polythéistes de Yathrib (actuelle ville de Médine). Dans la tradition islamique, son culte a pris fin avec la destruction de son sanctuaire sur la rive d'al-Qudayd. | Attesté          | Attesté             |  |
| Marhab          | Idole des régions de culture sudarabique |                  | Attesté             |  |
| Al-Muharriq     | Al-Muharriq fut un dieu vénéré par les Banu Bakr ibn Wa'il et le reste des Banu Rabi'ah, ainsi que par les Banu Tamim. Son nom signifie « le brûleur ». |                  | Attesté             |  |
| Mun'im          | Mun'im, transposé en grec en Monimos, était l'un des dieux nomades des Arabes pendant la période de l'Empire palmyréen, avec Azizos, Ma'n, Abgal, Sha'd et Ashar. | Attesté          |                     |  |
| Al-Muntabiq     | Idole des régions de culture sudarabique. Cette idole est inconnue des textes épigraphiques découverts. |                  | Attesté             |  |
| Nab'al          | Nab'al fut un dieu vénéré à Kaminahu. | Attesté          |                     |  |
| Nasr            | Nasr fut un dieu adoré par les Himyarites et, selon le "Livre des Idoles" d'Ibn Kalbi, était adoré dans un lieu appelé Balkha. La tribu de Rabi`ah adorait le dieu Nasr. | Attesté          | Attesté             |  |
| Nikrah          | Nikrah fut un dieu associé à la guérison adoré par les Minéens. Son sanctuaire était un asile pour les mourants et les femmes en couche. |                  |                     |  |
| Nuha            | Nuha fut une déesse associée au Soleil. Elle était également associée aux émotions, comme le décrivent diverses inscriptions du Najd, en Arabie Saoudite. Dans la ville de Dūmat - anciennement Adumatu - qui avait son écriture traditionnelle appelle Démotique - l'on a trouvé une inscription qui invoque la triade d'idoles Ruda-w, Attar-samé et Nuha-yl | Attesté          |                     |  |
| Nuhm            | Nuhm fut un dieu vénéré par les Muzaynah, qui ont donné son nom à leurs enfants Abd-Nuhm. |                  | Attesté             |  |
| Al-Qayn         | Al-Qayn fut un dieu vénéré par les Banu 'Amr ibn 'Awf de la tribu Aws. |                  | Attesté             |  |
| Qaynan          | Qaynan fut un dieu sabéen et, d'après l'étymologie, pourrait être un dieu des forgerons. | Attesté          |                     |  |
| Qaysha          | | Attesté          |                     |  |
| Quzah           | Quzah fut un dieu du temps et de la montagne, ainsi qu'un dieu de l'arc-en-ciel, vénéré par les habitants de Muzdalifah. Son attribut est l'arc et les flèches des grêlons. Il était probablement syncrétisé avec le dieu édomite Qos et est devenu connu sous le nom de qaws quzah. |                  | Attesté             |  |
| Roday           | Dieu invoqué pour implorer la guérison | Attesté          |                     |  |
| Ruda            | Ruda fut un dieu solaire important en Arabie du Nord. Il est nommé dans une inscription assyrienne sous le nom de Ruldaiu et est fréquemment mentionné dans les inscriptions thamudiques et safaïtiques. Dushara peut être originaire d'une forme de Ruda. Dans la ville de Dūmat - anciennement Adumatu - qui avait son écriture traditionnelle appelle Démotique - l'on a trouvé une inscription qui invoque la triade d'idoles Ruda-w, Attar-samé et Nuha-yl | Attesté          | Attesté             |  |
| Rahm            | Rahm fut un Attesté vénéré à Palmyre (Syrie actuelle) aux côtés de Shams et Al-lat. |                  | Attesté             |  |
| Sa'd            | Sa'd fut un dieu de la fortune vénéré par la tribu Banu Kinanah. Son image de culte était une grande pierre située dans le désert, et des animaux y étaient sacrifiés pour obtenir des bénédictions. D'après T. Fahd, dans son ouvrage « Le Panthéon de l'Arabie », Sa'd serait une 'idole des Banû Milkân (...). C'était un rocher élevé dans une région déserte de leur territoire. » «... le parallélisme géographique entre Sa'd, situé sur la côte de la mer Rouge, aux environs de Djedda, port de la Mekke, et Manât, située sur la même côte, à la hauteur de Médine, semble faire de cette divinité des Kinanites la contrepartie de celle des Hudaylites, leurs cousins, laquelle était également représentée par un rocher à Qudayd. »                                                                                           |                  | Attesté             |  |
| Al-Sa'ida       | Al-Sa'ida fut un dieu dont l'image culte se dressait sur le mont Uhud, mais on ne sait pas s'il était vénéré dans un temple sacré (haram). |                  | Attesté             |  |
| Sakhr           | Sakhr fut un dieu vénéré par les Banu Haritha de la tribu Aws. |                  | Attesté             |  |
| Salm            | | Attesté          |                     |  |
| Al-Samh         | Al-Samh fut un dieu vénéré par les Banu Zurayq de la tribu Khazraj. |                  | Attesté             |  |
| Sha'd           | Sha'd fut l'un des dieux nomades des Arabes de Palmyre, associé à Ma'n. | Attesté          |                     |  |
| Shafr           | Shafr fut un dieu vénéré par les Banu Khatma de la tribu Aws. |                  | Attesté             |  |
| Shams           | Shams/Shamsum fut une divinité solaire féminine, peut-être liée au Shapash cananéen et au Shamash plus large du Moyen-Orient. Elle était la déesse dominante du royaume himyarite, et peut-être encore vénérée sous une certaine forme par les Bédouins pendant plusieurs siècles par la suite. | Attesté          | Attesté             |  |
| Shay al-Qawm    | Shay al-Qawm, « qu'il accompagne le peuple », fut un dieu associé à la guerre, à la nuit et à la protection des caravanes, principalement Attesté en safaïtique et, bien que moins fréquemment, nabatéen. Il est décrit comme un dieu « qui ne boit pas de vin, qui ne construit pas de maison ». Shay al-Qawm est également attesté à Palmyre dans une inscription dédiée par un Nabatéen. Il est possible que la divinité Lihyanite QM (Qawm) soit un hypocoristique de son nom. | Attesté          |                     |  |
| Shingala        | Shingala fut nommé dans une inscription répertoriant les divinités de Tayma. | Attesté          |                     |  |
| Su'ayr          | Su'ayr fut un dieu oraculaire de la tribu 'Anazzah. |                  | Attesté             |  |
| Suwa'           | Suwa' fut un dieu vénéré par la tribu Hudhayl. |                  | Attesté             |  |
| Syn             | Syn fut le dieu principal des Hadhramites. Son rôle est contesté ; bien qu'il puisse être connecté à la Lune, et par extension, au dieu sémitique Sîn, son symbole est l'aigle, un symbole solaire. | Attesté          |                     |  |
| Ta'lab          | Ta'lab fut un dieu lunaire principalement vénéré par les Sum'ay, une confédération tribale sabéenne composée des tribus Hashid, Humlan et Yarsum. Il était également associé aux pâturages. Il possédait un temple important à Riyam. Il était édifié dans la temple Tur'at, comme la montagne sur laquelle son temple était édifié. On le désigne également sous l’appellation Ta'lab Riyam. Les dernières inscriptions polythéistes trouvées dans ce temple date du IIIe siècle. | Attesté          |                     |  |
| Theandrios      | Theandrios fut le nom grec d'un dieu vénéré par les tribus arabes du mont Hermon. | Attesté          |                     |  |
| UmYanis         | Idole des régions de culture sudarabique. Les traditions rattachent cette idole à une fraction du clan des Khawlan. Le nom de cette idole pourrait indiquer une origine humaine mais l'existence même de cette idole fait débat. Elle est réfutée par Christian Julien Robin. |                  | Attesté             |  |
| Al-Uqaysir      | Al-Uqaysir fut un dieu dont l'image culte se trouvait en Syrie. Selon le Livre des Idoles, ses adhérents comprennent les tribus de Quda'a, Banu Lakhm, Judhah, Banu Amela et Ghatafan. Les adeptes partaient en pèlerinage vers l'image du culte et se rasaient la tête, puis mélangeaient leurs cheveux avec du blé, « pour chaque cheveu, une poignée de blé ». |                  | Attesté             |  |
| Al-‘Uzzá        | Al-'Uzzá ou Al--Uzzé fut une déesse associée à la puissance, à la protection et à l'amour. Elle est très souvent représentée avec des yeux et un nez au milieu de bétyles. Associée à la déesse grecque Aphrodite, elle était une déesse importante des Nabatéens et un temple qui lui était dédié fut érigé à Pétra. On en trouve des représentations par des bétyles découverts à Hegra dans l'actuelle Arabie Saoudite. Dans le Hijjaz, elle est devenue la déesse principale des Quraysh, et un sanctuaire abritant trois arbres se trouvait autrefois à Nakhla. Dans la poésie préislamique, elle était invoquée comme symbole de beauté. En Arabie du sud, elle était connue sous le nom d’Uzzayān et était associée à la guérison. Dans la tradition islamique, son culte a pris fin avec la destruction de son sanctuaire à Nakhla. | Attesté          | Attesté             |  |
| Wadd            | Wadd fut le dieu national des Minéens et il était également associé aux serpents. Selon le "Livre des Idoles", les Kalb l'adoraient sous la forme d'un homme et aurait représenté le ciel, et son image de culte se trouverait à Dumat al-Jandal. | Attesté          | Attesté             |  |
| Al-Ya'bub       | Al-Ya'bub fut un dieu qui appartenait au clan Jadilah de Tayy, qui, selon le Livre des Idoles, s'abstenait de manger et de boire devant lui. On dit que le clan adorait à l’origine une image de culte différente jusqu’à ce que la tribu Banu Asad la leur enlève. |                  | Attesté             |  |
| Yalil           | Idole des régions de culture sudarabique. |                  |                     |  |
| Yayte'          | Idole invoquée pour la protection et la sécurité contre les ennemis | Attesté          |                     |  |
| Ya'uq           | Ya'uq fut un dieu vénéré par les Khaywin (à 105 km au nord de la ville de San'a au Yémen). |                  | Attesté             |  |
| Yaghūth         | Yaghūth fut un dieu vénéré par le Madhhij, une confédération Qahtanite. Les habitants de Jurash au Yémen l’adoraient également. |                  | Attesté             |  |
| Yatha           | Yatha fut un dieu associé au salut. Son nom signifie « Sauveur ». | Attesté          |                     |  |